# Huanne-Montmartin
Huanne-Montmartin – miejscowość i gmina we Francji, w regionie Burgundia-Franche-Comté, w departamencie Doubs.
Według danych na rok 1990 gminę zamieszkiwało 70 osób, a gęstość zaludnienia wynosiła 20 osób/km² (wśród 1786 gmin Franche-Comté Huanne-Montmartin plasuje się na 673. miejscu pod względem liczby ludności, natomiast pod względem powierzchni na miejscu 921.).